# Дар (серіал)
«Дар» (тур. Atiye) — це другий турецький оригінальний веб-серіал Netflix 2019-2021 рр. у жанрі екшен та фентезі, перший сезон із 8 серій вийшов 27 грудня 2019 року за сценарієм Джейсона Джорджа, Нурана Еврена Шита та Фатіха Юнала. Це адаптація книги автора Шенгюль Бойбаш під назвою «Пробудження світу». Перший сезон із 8 епізодів 27 грудня 2019 року, другий сезон із 8 серій 10 вересня 2020 року та третій і останній сезон із 8 серій 17 червня 2021 року транслювалися на Netflix.

## Сюжет

### сезон 1
Коли художниці зі Стамбулу відкриваються таємниці всесвіту, пов'язані з її власним минулим і археологічними розкопками в Анатолії, вона вирушає на пошуки відповідей.

### сезон 2
Потрапивши в інший вимір, Атіє бореться з часом, щоб здійснити своє призначення. Тим часом таємничий культ, якому служить Сердар, загрожує майбутньому.

### сезон 3
Атіє шукає свою доньку Аден. Темні сили намагаються використати космічні здібності Аден, щоб знищити світ. Мати стоїть перед жахливим вибором.

## Актори та ролі
| Актор           | Роль                          |
| --------------- | ----------------------------- |
| Берен Саат      | Атіє Озгурсой                 |
| Мехмет Гюнсюр   | Ерхан Куртіз                  |
| Метін Акдюльгер | Озан Йилмаз                   |
| Меліса Шенолсун | Джансу Озгурсой - Еліф Куртіс |
| Башак Коклюкая  | Серап Озгурсой                |
| Тім Сейфі       | Сердар Йилмаз                 |

## Сезони
| Сезон | Епізоди | Епізоди | Оригінальний показ | Оригінальний показ | Оригінальний показ |
| Сезон | Епізоди | Епізоди | Перший показ       | Останній показ     | Мережа             |
| ----- | ------- | ------- | ------------------ | ------------------ | ------------------ |
| 1     | 8       | 8       | 27 грудня 2019     | 27 грудня 2019     | Netflix            |
| 2     | 8       | 8       | 10 вересня 2020    | 10 вересня 2020    | Netflix            |
| 3     | 8       | 8       | 17 червня 2021     | 17 червня 2021     | Netflix            |

## Список серій

### Сезон 1 (2019)
| № | # | Назва                 | Режисер       | Сценарист                        | Перший ефір у США |
| --- | - | --------------------- | ------------- | -------------------------------- | ----------------- |
| 1 | 1 | «Епізод 1» «1. Bölüm» | Озан Аджиктан | Джейсон Джордж                   | 27 грудня 2019    |
| Художниця-абстракціоністка Атіє зустрічає Ерхана — археолога, який знайшов таємничий символ на розкопках у Гебеклі-Тепе.                                        |   |                       |               |                                  |                   |
| 2 | 2 | «Епізод 2» «2. Bölüm» | Озан Аджиктан | Нуран Еврен Сит                  | 27 грудня 2019    |
| У розпалі підготовки до весілля Атіє переслідує нав’язливе видіння. Ерхан знаходить зачіпку, що веде до жінки, яка ввижається Атіє.                             |   |                       |               |                                  |                   |
| 3 | 3 | «Епізод 3» «3. Bölüm» | Озан Аджиктан | Айсін Акбулут                    | 27 грудня 2019    |
| Особистість Зюхре стає відомою, між тим Атіє підозрює, що її приховували навмисно. Ерхан дізнається про сліпу жінку, що бачилася з його батьком у Гебеклі-Тепе. |   |                       |               |                                  |                   |
| 4 | 4 | «Епізод 4» «4. Bölüm» | Гененч Уянік  | Джансу Чобан                     | 27 грудня 2019    |
| Сердар намагається знайти Атіє, а Ерхану у видіннях являються його рідні. Зюхре розповідає Атіє про її покликання та їхнє спільне містичне походження.          |   |                       |               |                                  |                   |
| 5 | 5 | «Епізод 5» «5. Bölüm» | Гененч Уянік  | Нуран Еврен Сит                  | 27 грудня 2019    |
| У печері Атіє змушена примиритися зі своїм минулим і подолати свої страхи. Ерхан поспішає знайти вхід до тунелю, адже доля Атіє висить на волосині.             |   |                       |               |                                  |                   |
| 6 | 6 | «Епізод 6» «6. Bölüm» | Гененч Уянік  | Джансу Чобан, Меріх Аслан        | 27 грудня 2019    |
| Зображення Шахмаран підтверджує підозри Ерхана. Розслідуючи смерть сім’ї Куртіза, Атіє дізнається приголомшливу правду.                                         |   |                       |               |                                  |                   |
| 7 | 7 | «Епізод 7» «7. Bölüm» | Гененч Уянік  | Атасай Коч                       | 27 грудня 2019    |
| Під натиском Сердара Озан допитується в Чансу про її спроби зізнатися Атіє. Зрада може зруйнувати долю Атіє.                                                    |   |                       |               |                                  |                   |
| 8 | 8 | «Епізод 8» «8. Bölüm» | Гененч Уянік  | Нуран Еврен Сит, Нергіс Отлуоглу | 27 грудня 2019    |
| У минулому Зюхре ділиться з Назімом передбаченнями про Атіє й Ерхана. Атіє приймає доленосне рішення, яке неминуче змінить реальність.                          |   |                       |               |                                  |                   |

### Сезон 2 (2020)
| № | # | Назва                 | Режисер            | Сценарист                      | Перший ефір у США |
| --- | - | --------------------- | ------------------ | ------------------------------ | ----------------- |
| 9 | 1 | «Епізод 1» «1. Bölüm» | Алі Танер Балтаджі | Нуран Еврен Сит                | 10 вересня 2020   |
| Атіє потрапляє в нову моторошну реальність, де відчуває себе пустим місцем. Вона зустрічає старого знайомого там, де все це почалося.                     |   |                       |                    |                                |                   |
| 10 | 2 | «Епізод 2» «2. Bölüm» | Алі Танер Балтаджі | Нуран Еврен Сит, Айсін Акбулут | 10 вересня 2020   |
| Сердар наказує Ханні пильно стежити за Атіє. Сама ж Атіє незабаром виявляє зв’язок між Сердаром і рудником Ерхана й зустрічає людину з минулого Ерхана.   |   |                       |                    |                                |                   |
| 11 | 3 | «Епізод 3» «3. Bölüm» | Алі Танер Балтаджі | Нуран Еврен Сит, Алі Ерчіван   | 10 вересня 2020   |
| Атіє показує Ерхану записну книжку Назіма та знаходить символ родючості. Мустафа розслідує минуле Серап. Атіє вражена несподіваною здогадкою.             |   |                       |                    |                                |                   |
| 12 | 4 | «Епізод 4» «4. Bölüm» | Бурджу Альптекін   | Нергіс Отлуоглу                | 10 вересня 2020   |
| Доля Озана висить на волосині. Сердар намагається розшукати Атіє, яка розуміє, що в її руках — єдина надія світу на майбутнє.                             |   |                       |                    |                                |                   |
| 13 | 5 | «Епізод 5» «5. Bölüm» | Бурджу Альптекін   | Нуран Еврен Сит, Меріх Аслан   | 10 вересня 2020   |
| Мелек починає проводити паралелі, Ханна змушує Назіма допомогти їй у пошуках Ерхана. У Каппадокії на Ерхана й Атіє чекає прихильна особа.                 |   |                       |                    |                                |                   |
| 14 | 6 | «Епізод 6» «6. Bölüm» | Бурджу Альптекін   | Пелін Карамехметоглу           | 10 вересня 2020   |
| Серап відправляє сигнал Мелеку. Сехер показує Атіє написи камені, котрі допоможуть Ерхану її згадати, але Атіє доводиться перервати подорож.              |   |                       |                    |                                |                   |
| 15 | 7 | «Епізод 7» «7. Bölüm» | Гекхан Тірякі      | Атасай Коч, Нуран Еврен Сит    | 10 вересня 2020   |
| Оскільки час Еліф спливає, Сердар відкриває своє темне трагічне минуле та змушує Атіє відвести його до входу в печеру.                                    |   |                       |                    |                                |                   |
| 16 | 8 | «Епізод 8» «8. Bölüm» | Гекхан Тірякі      | Нуран Еврен Сит                | 10 вересня 2020   |
| Відкривається правда, що криється за смертю вагітної жінки. Дві паралельні реальності перетинаються, коли Атіє йде на жертву, щоб виконати своє завдання. |   |                       |                    |                                |                   |

### Сезон 3 (2021)
| № | # | Назва                 | Режисер          | Сценарист    | Перший ефір у США |
| --- | - | --------------------- | ---------------- | ------------ | ----------------- |
| 17 | 1 | «Епізод 1» «1. Bölüm» | Бурджу Альптекін | Джансу Чобан | 17 червня 2021    |
| Атіє з Ерханом продовжують пошуки доньки. Жінку вражає тривожне видіння, знову спливає містичний символ.                                                                  |   |                       |                  |              |                   |
| 18 | 2 | «Епізод 2» «2. Bölüm» | Бурджу Альптекін | Атасай Коч   | 17 червня 2021    |
| Сердар вистежує Аден, але переслідування стає небезпечним. Атіє намагається зрозуміти знаки, які їй посилає донька. Озан робить фатальний вчинок.                         |   |                       |                  |              |                   |
| 19 | 3 | «Епізод 3» «3. Bölüm» | Бурджу Альптекін | Джансу Чобан | 17 червня 2021    |
| Ерхан з Атіє знаходять загадковий пристрій, пов’язаний з Орденом Безіменних. Дженсу приходить додому до Озана й застає там Мелек.                                         |   |                       |                  |              |                   |
| 20 | 4 | «Епізод 4» «4. Bölüm» | Бурджу Альптекін | Атасай Коч   | 17 червня 2021    |
| Умут допомагає перекласти запис із чорної скриньки й вирушає з Ерханом за відповідями до Мардіна. Атіє намагається зв’язатися з Аден.                                     |   |                       |                  |              |                   |
| 21 | 5 | «Епізод 5» «5. Bölüm» | Гекхан Тірякі    | Джансу Чобан | 17 червня 2021    |
| Казкарка проливає світло на походження Умут і її трагічне минуле. Тим часом у Мардіні одна знайома супроводжує Аден та Атіє до підземної печери.                          |   |                       |                  |              |                   |
| 22 | 6 | «Епізод 6» «6. Bölüm» | Гекхан Тірякі    | Джансу Чобан | 17 червня 2021    |
| Ерхан женеться за злодієм у каптурі, що викрав карти із музею. Атіє зближується з Аден і дає їй випити сік Дерева життя із Дари.                                          |   |                       |                  |              |                   |
| 23 | 7 | «Епізод 7» «7. Bölüm» | Бурджу Альптекін | Джансу Чобан | 17 червня 2021    |
| Аден намагається вгамувати голоси у своїй голові. Атіє усвідомлює, що здібності її доньки можуть змінити світ. Озан протистоїть Мелек, але наслідки цього вчинку жахливі. |   |                       |                  |              |                   |
| 24 | 8 | «Епізод 8» «8. Bölüm» | Бурджу Альптекін | Атасай Коч   | 17 червня 2021    |
| Мелек виказує свою причетність до трагедії сім’ї Умут. Апокаліптичне передбачення Атіє починає справджуватися. Чи доведеться їй пожертвувати найціннішим у житті?         |   |                       |                  |              |                   |